# Sarmatia subpallescens
Sarmatia subpallescens är en fjärilsart som beskrevs av Holland 1894. Sarmatia subpallescens ingår i släktet Sarmatia och familjen nattflyn. Inga underarter finns listade.